# Hovanoceros bison
Hovanoceros bison is een hooiwagen uit de familie Samoidae.